# Macroglossum vicinum
Macroglossum vicinum là một loài bướm đêm thuộc họ Sphingidae, chi Macroglossum.

## Phụ loài
- Macroglossum vicinum vicinum
- Macroglossum vicinum piepersi Dupont, 1941